# Smilde-senderen
Smilde senderen (nederlandsk: Zendstation Smilde) var et 294 meter høj TV-tårn i Hoogersmilde i den nederlandske provins Drenthe.
Tårnet blev opført i 1959 til at transmittere fjernsyn- og radiosignaler. Nederste del er 82 meter høj og bygget af jernbeton, og den øverste del er af stål og var det højeste tårn i det nordlige Nederlandene.
Tårnet ligner Gerbrandytårnet meget, som står i IJsselstein og som også kaldes Zendstation Lopik på øverste del af tårnet var der monteret antennen. I den øverste del af tårnet, som er lavet af jernbeton, er radio- og tv-sendeapparatur installeret. 
Den 14. august 1968 blev en af kablerne, som holder tårnet på plads, klippet af et militærfly type F-100 Super Sabre fra den amerikanske US Air Force. Masten fik et mindre knæk. Flyet landede sikkert, selvom den var beskadigt.
Da Nederlandene i 2007 overgik fra analog til digital, blev den øverste del af tårnet fjernet. Højde gik fra 303 meter til 294 meter.
Den 15. juli 2011 styrtede på grund af en brand den øverste del ned. TV-tårnet er ejendom af den statsejede NOVEC. På grund af, at masten er kollapset, faldt det digitale signal væk i store dele af provinserne Drenthe, Flevoland, Friesland, Groningen og Overijssel. 
Zendstation Lopik (Dansk: Senderen Lopik) i IJsselstein er 367 meter høj, og her var der samme dag brand i tårnet. Den var dog hurtigt under kontrol.

## Galleri
- Senderens øverste del som styrtede ned d. 15. juli 2011, pga. brand